# Phyllopertha bifasciata
Phyllopertha bifasciata är en skalbaggsart som beskrevs av Lin 1966. Phyllopertha bifasciata ingår i släktet Phyllopertha och familjen Rutelidae. Inga underarter finns listade i Catalogue of Life.